# Best of Bee Gees Vol 2
A Best of Bee Gees Vol 2 című lemez a Bee Gees együttes tizennyolcadik nagylemeze.

A lemezen új dal nem szerepel, az 1968 és 1972 között megjelent dalokból válogatáslemez.

A Franciaországban (Polydor 2394 106 1971) ugyanezzel a címmel megjelent lemez Best of Bee Gees Vol. 2 tartalma teljesen más.

## Az album dalai
1. How Can You Mend a Broken Heart (Barry és Robin Gibb) (1971) – 3:58 (USA: 9.)
2. I.O.I.O. (Barry és Maurice Gibb) (1969) – 2:57 (USA: 2.)
3. Don't Wanna Live Inside Myself (Barry Gibb) (1971) – 5:24 (USA: 10.)
4. Melody Fair (Barry, Robin és Maurice Gibb) (1969) – 3:48 (USA: 11.)
5. My World (Barry és Robin Gibb) (1972) – 4:20 (USA: 3.)
6. Let There Be Love (Barry, Robin és Maurice Gibb) (1968) – 3:32 (USA: 12.)
7. Saved By The Bell (Robin Gibb) (1969) – 3:06 (USA: 4.)
8. Lonely Days (Barry, Robin és Maurice Gibb) (1970) – 3:45 (USA: 13.)
9. Morning Of My Life (Barry Gibb) (1966) – 2:52 (USA: 14.)
10. Don't Forget To Remember (Barry és Maurice Gibb) (1969) – 3:27 (USA: 5.)
11. And The Sun Will Shine (Barry, Robin és Maurice Gibb) (1968) – 3:33 (USA: 6.)
12. Run To Me (Barry, Robin és Maurice Gibb) (1972) – 3:05 (USA: 7.)
13. Man For All Seasons (Barry, Robin és Maurice Gibb) (1970) – 2:58 (USA: 8.)
14. Alive (Barry és Maurice Gibb) (1972) – 4:03 (USA: 15.)

A lemez 7. száma Robin Gibb dala, a Robin’s Reign (1970) lemezén jelent meg.

A Morning Of My Life (Barry Gibb) (1966) szám In The Morning címmel jelent meg a Melody (1971) lemezen.

Az angol és amerikai kiadás eltér egymástól, az amerikai változaton 15 szám szerepel, az első szám a Wouldn’t I be someone (Barry, Robin és Maurice Gibb) (1972) – 5:39, a többi szám sorrendje zárójelben szerepel.

## Közreműködők
- Barry Gibb – ének, gitár
- Robin Gibb – ének, orgona
- Maurice Gibb – ének, gitár, basszusgitár, zongora, orgona, mellotron

## A nagylemez megjelenése országonként
- Ausztrália Spin Festival SEL-934 548 1973
- Brazília Polydor 2394 106 1973
- Amerikai Egyesült Államok RSO SO-875 1973
- Egyesült Királyság Polydor 2394 106 1973
- Hollandia Polydor 2394 106 1973
- Hongkong RSO 2394 112 1973
- Japán RSO MW-2073 1973, RSO MW0077 1978
- Németország Polydor 2394 106 1973
- Norvégia RSO 2480 030 1973
- Koreai Köztársaság CD PolyGram DG 0017

## Eladott példányok
A Best of Bee Gees Vol 2 albumból Amerikában 500 000, Kanadában 100 000, a világ összes országában 950 000 példány kelt el.